# Берёзкин, Юрий Евгеньевич
Ю́рий Евге́ньевич Берёзкин (род. 27 декабря 1946, Ленинград) — российский историк, археолог, этнограф, специалист по сравнительной мифологии, истории и археологии древнейшей Западной и Центральной Азии, а также истории и этнографии индейцев (в особенности Южной Америки).
Доктор исторических наук, заведующий отделом Музея антропологии и этнографии РАН (Кунсткамера), профессор факультета антропологии Европейского университета. Иностранный член Эстонской академии наук (2012).
Инициатор масштабного проекта по распределению фольклорных сюжетов и мотивов на карте мира с целью установления маршрутов и хронологии первичного расселения людей по планете. По состоянию на 2020 год в базе данных проекта было собрано 2264 сюжетов из фольклора 934 народов мира.

## Биография
«Отец вернулся с войны в чине капитана, окончил академию и стал инженером-ракетчиком, — рассказывал Ю. Берёзкин. — Человек он был очень достойный, хороший, хотя вполне разделял взгляды, которые тогда следовало разделять… Мама была наполовину эстонка». Она «окончила Академию художеств, а вернувшись из эвакуации, перешла на архитектурный факультет». В первом классе школы познакомился с А. Д. Марголисом, который «надолго остался» другом Берёзкину. С подачи Марголиса он стал посещать археологический кружок при университете и решит поступать туда на кафедру археологии. Школу окончил с золотой медалью. Отмечал, что уже тогда его интересовало Древнее Перу, цивилизации Южной Америки.
В 1970 году окончил исторический факультет Ленинградского университета по специальности «историк-археолог». Помимо В. М. Массона, учился у В. А. Башилова и Е. В. Зеймаля. Также среди его первых учителей был Лев Клейн.
В 1971—1972 годах служил в Советской армии.
В 1973—1986 годах работал в отделе Америки Музея антропологии и этнографии, в 1987—2002 годах — в Ленинградском отделении Института археологии АН СССР. В 1992-1993 стажировался в США. 
С 2003 года работает в Музее антропологии и этнографии, заведует отделом Америки.
С 1996 года одновременно преподаёт в Европейском университете в Санкт-Петербурге, профессор факультета антропологии (до 2008 года — факультет этнологии).
Женат, две дочери. Пишет стихи.

## Научная деятельность
В 1977 году защитил кандидатскую, в 1990 году — докторскую диссертацию.
Автор более 250 научных публикаций. Основные направления исследований:
- Сравнительная мифология. Вспоминал, что «именно под влиянием тартуской семиотики» у него появился интерес к мифологии[4].
- Археология Ближнего и Среднего Востока. В этой области Ю. Е. Берёзкиным были выявлены основные особенности социально-политической эволюции раннеземледельческих обществ данного региона и обнаружен их ближайший этнографический аналог (апатани). Таким образом, им были открыты альтернативы вождествам в неолитической Юго-Западной Азии, неиерархические системы сложных акефальных общин с выраженной автономией малосемейных домохозяйств. Отмечал, что его «главная экспедиция — туркменская, в Каракумы. Но не в пески, а в подгорную полосу, где такыр», — длилась, с небольшими перерывами, с 1967-го по 1994-й[4].
- История заселения Нового Света.

К трём основным вариантам объяснения сходства фольклорно-мифологических текстов народов на разных краях Земли Березкин добавил новый: по его мнению, ряд схождений представляют собой результат миграции предков людей из Африки, причём места обнаружения тех или иных сюжетов позволяют реконструировать маршруты движения древних популяций.

## Некоторые труды
- Альбедиль М. Ф., Берёзкин Ю. Е. Жилища народов мира : Маленькая энцикл. : [Для мл. и сред. шк. возраста]. — Калининград: Янтар. сказ, 2002. — 48 с. — 5000 экз. — ISBN 5-7406-0545-8.
- Берёзкин Ю. Е. Древнее Перу : Новые факты — новые гипотезы. — М.: Знание, 1982. — 64 с. — (Прочти, товарищ!). — 40 000 экз.
- Берёзкин Ю. Е. Древнейшая история Южной Америки и индейская мифология : (От охотников-собирателей к ранним земледельцам) : Автореф. дис. … д-ра ист. наук. — М., 1990. — 50 с.
- Берёзкин Ю. Е. Ещё раз о горизонтальных и вертикальных связях в структуре среднемасштабных обществ // Альтернативные пути к цивилизации. — М.: Логос, 2000. — С. 259—264. ISBN 5-88439-136-6
- Берёзкин Ю. Е. Инки : Исторический опыт империи. — Л.: Наука, 1991. — 232 с. — (История и современность). — 50 000 экз. — ISBN 5-02-027306-6.
- Березкин Ю. Е. Империя инков. — М.: Алгоритм, 2014. — 255 с. — 1200 экз. — ISBN 978-5-4438-0894-9.
- Берёзкин Ю. Е. Истоки нашей цивилизации и поворотные моменты в истории: Текст лекции. — 2001.
- Берёзкин Ю. Е. Мифы заселяют Америку : ареальное распределение фольклорных мотивов и ранние миграции в Новый Свет. — М.: ОГИ, 2007. — 358 с. — (Нация и культура / Новые исследования. Фольклор / ред.: А. С. Архипова). — 1000 экз. — ISBN 978-5-94282-285-9.
- Берёзкин Ю. Е. Мифы Старого и Нового Света : из Старого в Новый Свет : мифы народов мира. — М.: Астрель : АСТ, 2009. — 446 с. — (Мифы народов мира). — 1500 экз. — ISBN 978-5-17-056957-1. — ISBN 978-5-271-22624-3; ISBN 978-5-17-056958-8; ISBN 978-5-271-22627-4
- Берёзкин Ю. Е. Мочика : Цивилизация индейцев сев. побережья Перу в I-VII вв. — Л.: Наука, 1983. — 165 с. — 4850 экз.
- Васильев С. А., Березкин Ю. Е., Козинцев А. Г. Сибирь и первые американцы. — 2-е изд. — СПб.: Филол. фак. С.-Петерб. гос. ун-та : Нестор-История, 2011. — 171 с. — («Archaeologica varia» : AV / ред. совет: С. И. Богданов [и др.]). — 500 экз. — ISBN 978-5-8465-1117-0.
- Korotayev A., Berezkin Yu., Kozmin A., Arkhipova A. Return of the White Raven: Postdiluvial Reconnaissance Motif A2234.1.1 Reconsidered // J. Amer. Folklore. — 2006. — Vol. 119. — P. 472—520.
- Мифы индейцев Южной Америки : Кн. для взрослых / Сост. и пер. Ю. Е. Берёзкин. — СПб.: Изд-во Европ. Дома, 1994. — 318 с. — ISBN 5-85733-022-X.

- Америка и Ближний Восток: формы социополитической организации в догосударственную эпоху // Вестник древней истории. — 1997. — № 2. — С. 3-24.
- Анатомия любви: архаические и «прогрессивные» мотивы в мифологиях циркумтихоокеанского региона // Астрата. — СПб., 1999. — Вып. 1: Культурологические исследования из истории Древнего Мира и Средних Веков: проблемы женственности. — С. 159—190.
- Ареальное распределение фольклорно-мифологических мотивов // История и математика: Анализ и моделирование социально-исторических процессов / Ред. С. Ю. Малков и др. — М.: КомКнига : УРСС. — С. 205—232.
- Вождества и акефальные сложные общества: данные археологии и этнографические параллели // Ранние формы политической организации. — М.: Востоковедение, 1995. — С. 39-49.
- Голос дьявола среди снегов и джунглей. — Л.: Лениздат, 1987.- 180 с.: ил. — (Разум познает мир) .- 100000 экземпляров
- «Город мастеров» на древневосточной периферии. Планировка поселения и социальная структура Алтын-депе в III тыс. до н. э. // Вестн. древней истории. — 1994. — № 3. — С. 14-27.
- Какая реальность сокрыта в мифах? // Природа. — 1998. — № 2. — С. 48-60.
- Легенды перуанских индейцев (мультфильм). — СССР, 1978.
- В. М. Массон и социальная антропология второй половины века // Взаимодействие древних культур и цивилизаций. — СПб., 2000. — С. 32-45.
- Между общиной и государством. Среднемасштабные общества Нуклеарной Америки и Передней Азии в исторической динамике. — СПб.: МАЭ РАН, 2013. — 256 с. (Kunstkamera Petropolitana). ISBN 978-5-88431-222-7
- Мифология аборигенов Америки: Результаты статистической обработки ареального распределения мотивов // История и семиотика индейских культур Америки. — М., 2002. — С. 259—346.
- Мифология индейцев Латинской Америки: ретроспектива недавних исследований // Американские индейцы: новые открытия и интерпретации. — М.: Наука, 1996. — С. 136—152.
- Мифы индейцев Южной Америки. — СПб.: Европейский Дом, 1994.
- Мост через океан: заселение Нового Света и мифология индейцев и эскимосов Америки. New York: The Edwin Mellen Press, 2002.
- О структуре истории: временные и пространственные составляющие // История и Математика: Концептуальное пространство и направления поиска / Ред. П. В. Турчин и др. — М.: УРСС, 2007. — С. 88-98.
- Представления о грибах у индейцев Америки // Кунсткамера, этнографические тетради. — СПб., 1998. — Вып. 11. — С. 119—132.
- Alternative models of middle range society. «Individualistic» Asia vs. «collectivistic» America? // Alternative Pathways to Early State. Vladivostok: Dal’nauka, 1996. — P. 75-83.
- Central and South American Indian Mythologies: First Results of Computer Processing // Acta Americana (Stokholm — Uppsala). — 1998. — Vol. 6, № 1. — P. 77-102.
- Some results of comparative study of American and Siberian mythologies: applications for the peopling of the New World // Acta Americana (Stokholm — Uppsala). — 2002. — Vol. 10, № 1. — P. 5-28.

Публикации в сети
- Берёзкин Ю. Е., Дувакин Е. Н. Тематическая классификация и распределение фольклорно-мифологических мотивов по ареалам. Аналитический каталог. Зеркало каталога.
- Березкин Ю. 7 фактов о компаративном методе изучения мифологических традиций. FAQ: Сравнительная мифология. ПостНаука (13 июля 2012). Дата обращения: 12 октября 2013.
- Берёзкин Ю. Е. Онлайн-курс «Археология фольклора : мифологические мотивы на карте мира» на MOOC-портале Stepik.org.
- Разговор: Кирилл Головастиков. Юрий Березкин: «Главная моя цель — реконструкция прошлого». Arzamas (arzamas.academy). Дата обращения: 14 февраля 2019.
- Берёзкин Ю. Е. Курс № 6. Мифы Южной Америки. Лекции. Arzamas (arzamas.academy). Дата обращения: 14 февраля 2019.